# El Porvenir (Venezuela)

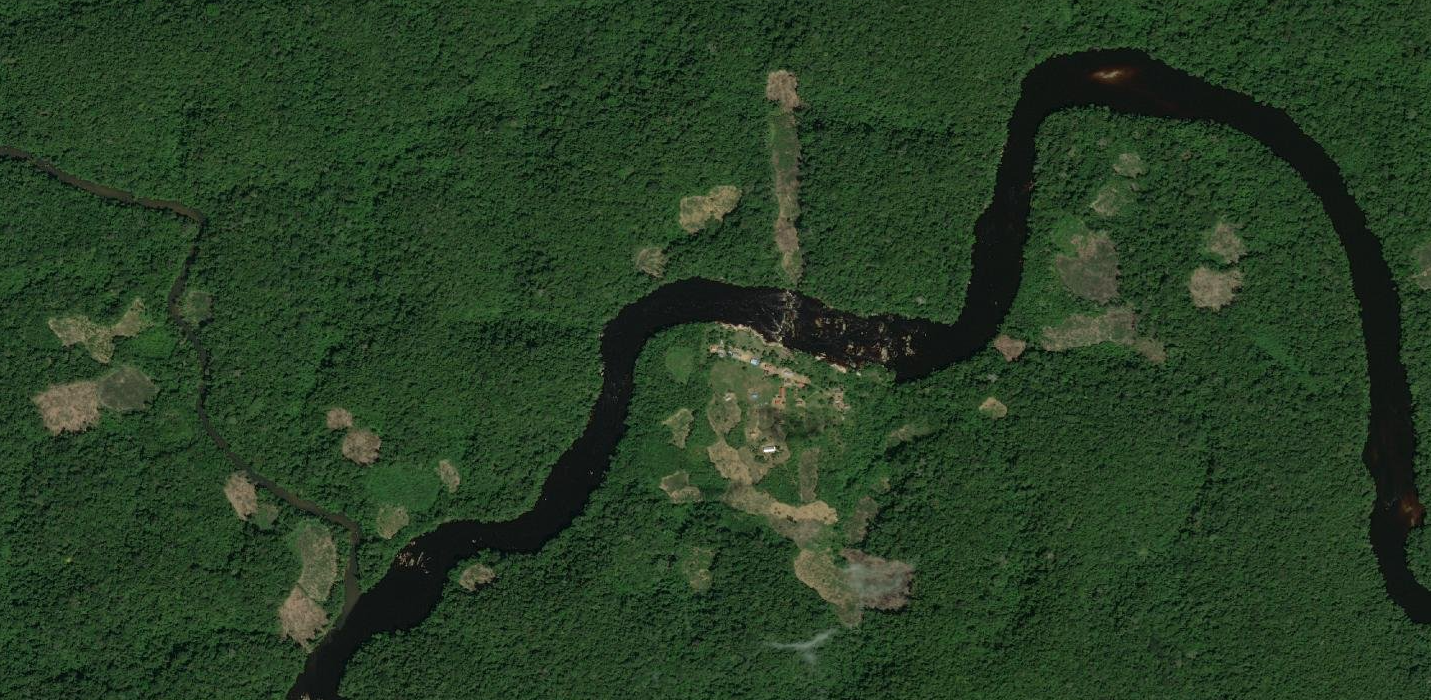
Mapa satelital de la zona de la aldea

El Porvenir o Tacare es una aldea yekuana de la parroquia venezolana de Huachamacare. Ubicada en la margen izquierda del río Cunucunuma entre Acanaña y Culebra, tiene al este el cerro Duida del Parque Nacional Duida-Marahuaca. Durante la Operación Escudo Bolivariano Neblina 2024, la Fuerza Armada Nacional Bolivarina destruyó allí una balsa de minería ilegal que tenía herramientas, ocho rejillas, un motor, un compresor, una turbina de succión, 20 m de manguera plástica, 30 m de manguera de alta presión, 6 l de aceite, 15 m de alfombra minera y cuatro tambores con 880 l de gasolina.